# Chain of Rocks Bridge

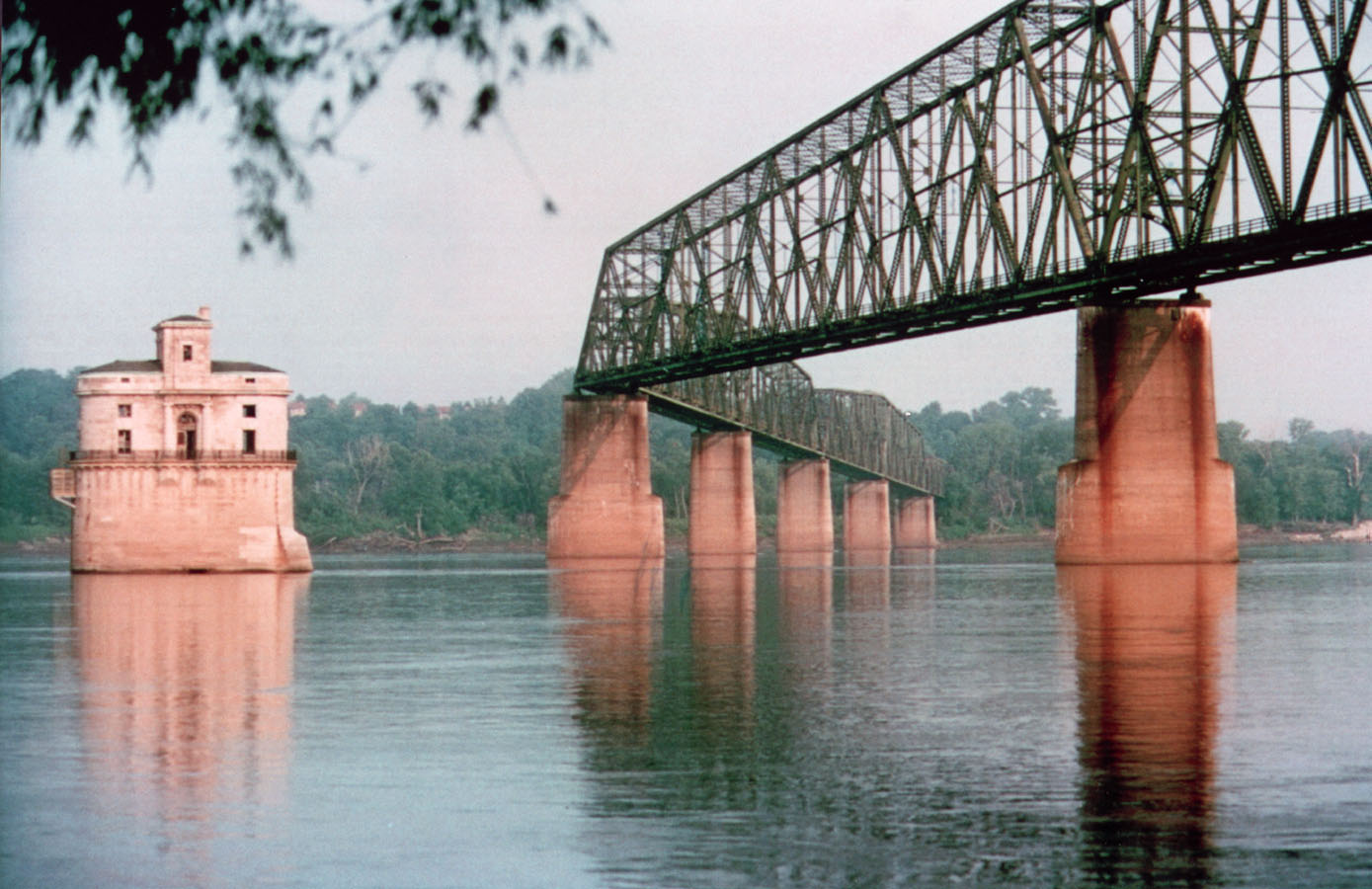
Le Chain of Rocks Bridge et Prise d'eau

Le Chain of Rocks Bridge est un pont sur le Mississippi situé à proximité de Saint-Louis (Missouri). Son côté est se trouve sur l'île de Chouteau, Comté de Madison (Illinois), et sa rive ouest au Missouri. Il a fait partie de la célèbre route 66, mais est à présent réservé aux piétons et aux cyclistes.

## Histoire
Le pont fut construit entre 1927 et juillet 1929. Il a permis d'ouvrir une nouvelle voie pour traverser le Mississippi en évitant le centre-ville de Saint-Louis.

## Caractéristiques
D'une longueur de 1 632 m et d'une largeur de 7 m, le  pont en poutre d'acier en treillis type Warren est constitué de cinq treillis continus à deux travées, soit un total de 10 travées. Il se situe à 18 m au-dessus du fleuve.

La section centrale - beaucoup plus grande que les autres - comprend  2 travées de 213 m pour un total de 426 m de treillis continu.

Le pont a la particularité de présenter - immédiatement à l'ouest des deux plus grandes travées continues en son centre -  un angle de 30°. Cette courbure, qui est à l'origine de l’appellation « Pont coudé », ne faisait pas partie des plans de conception initiaux, mais a été ajoutée tardivement pendant la conception. Il s'agissait d'aligner les piliers avec les 2 belles tours de prises d'eau immédiatement au sud du pont préexistantes pour faciliter la navigation. Ce compromis entre la difficulté de navigation et un sous-sol rocheux se révèle être à l'usage un choix architectural  dangereux et est à l'origine  de nombreux accidents.

## Évolution
Malgré l'abandon du coût du péage, l'étroitesse du pont eut raison de son avenir.
Le comté de Madison, Illinois, propriétaire du pont, ferma le vieux pont en 1970. 

Le pont a été remplacé par un nouveau pont parallèle appelé New Chain of Rocks Bridge construit en 1966, 500 mètres en amont, un pont supportant l’Interstate 270.
Pendant trois décennies l'ancien pont fut abandonné et présenta un état de décrépitude avancée, envahi par la végétation et les tags. Une destruction fut envisagée mais le coût de la démolition et le prix peu attractif de l'acier à cette époque obligèrent le comté à renoncer à ce projet.

En 198l, le pont apparaît dans le film de science fiction New York 1997 (Escape from New York) de  John Carpenter.

C'est pendant cette période qu'eut lieu l'assassinat de deux sœurs, Julie et Robin Kerry, la nuit du 5 avril 1991. Jeanine Cummins, auteure américaine, cousine des deux jeunes filles, consacre un livre à ce dramatique événement Une déchirure dans le ciel en 2004.

En 1998  le pont  fut loué à Trailnet une communauté locale visant à promouvoir les modes de déplacement doux.
Un plan de rénovation a été décidé et le Chain of Rocks Bridge est depuis accessible uniquement aux piétons et aux cyclistes en journée.

Un parking fut installé côté Illinois.

En 2014 la location fut transférée au Great Rivers Greenway de Saint-Louis et le 14 avril 2024 une aire d'aménagement « Mississippi Greenway » a été inaugurée côté Missouri (connu également sous le nom de Riverfront Trail).

En 2006 le pont a été classé au  Registre national des lieux historiques (National Register of Historic Places, NRHP). 

## Galerie

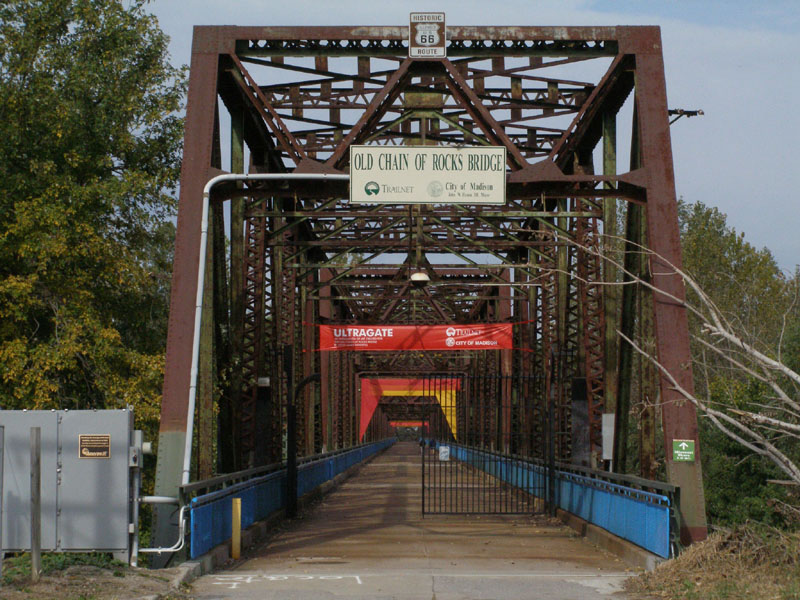
Entrée du pont côté Illinois
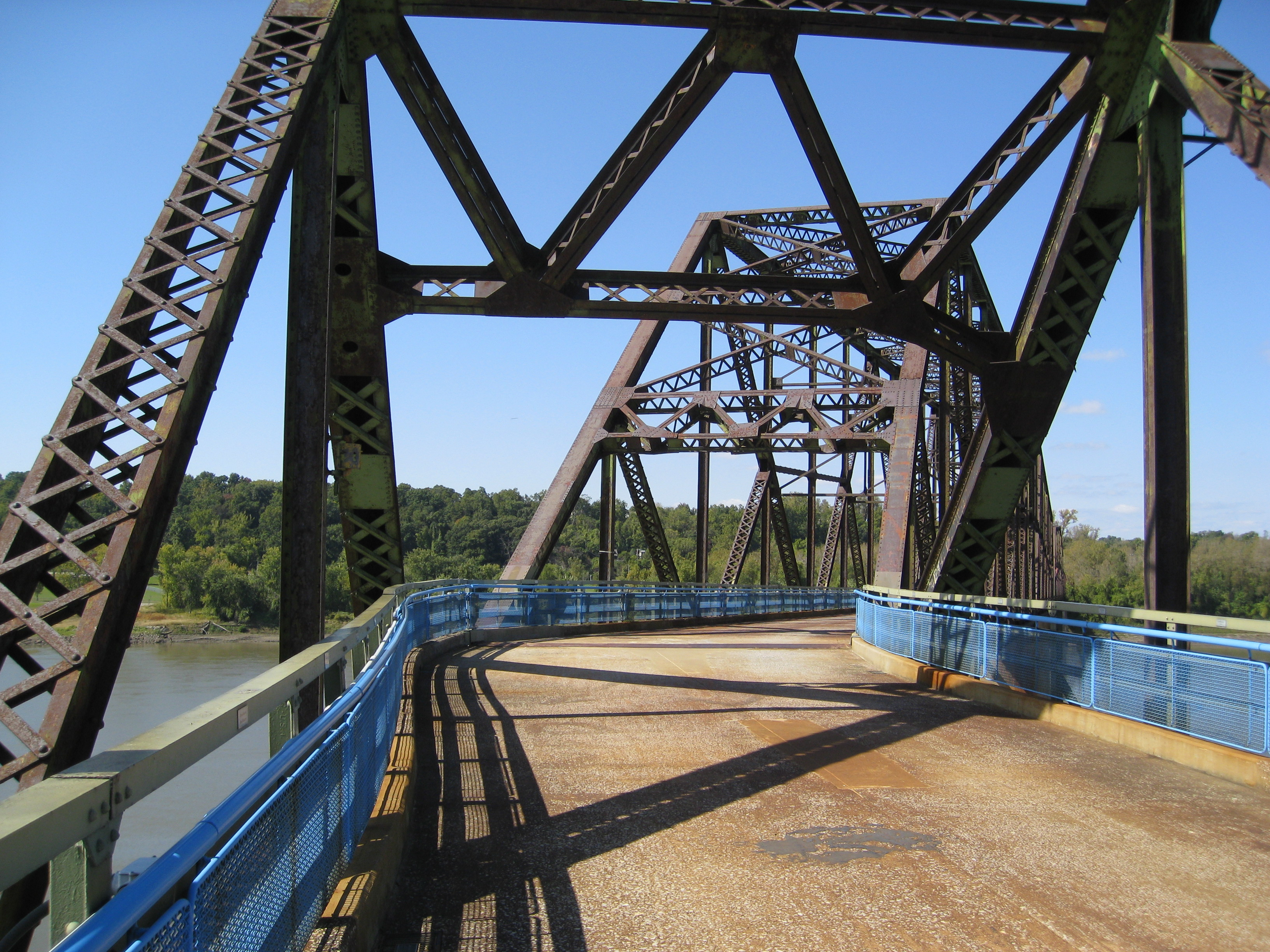
Le virage à 22°